# La Higuera (Bolivia)
La Higuera is een kleine plaats in Bolivia, met ongeveer 100 inwoners. De plaats behoort tot gemeente Pucará.

## Geschiedenis
Op 8 oktober 1967 werd Che Guevara neergeschoten in het nabijgelegen ravijn Quebrada del Churo. De volgende dag werd hij geëxecuteerd in het schooltje van La Higuera. Een herdenkingsmonument is de grootste toeristische attractie in dit gebied.

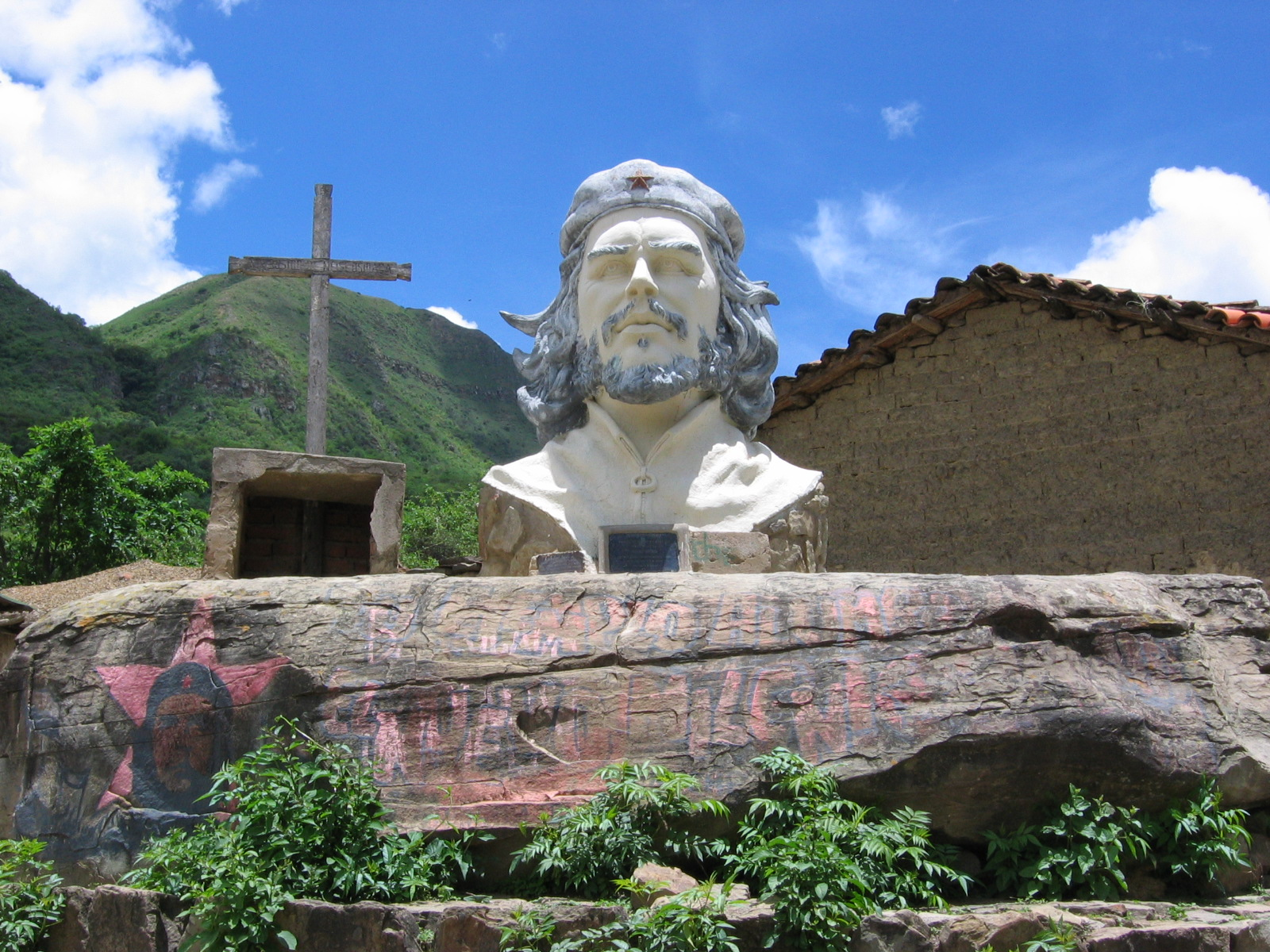
Monument voor Che Guevara